# 2014 aux Territoires du Nord-Ouest
Chronologie des Territoires du Nord-Ouest
- 2010
- 2011
- 2012
- 2013
- 2014
- 2015
- 2016
- 2017
- 2018

Cette page concerne des événements d'actualité qui se sont produits durant l'année 2014 dans le territoire canadien des Territoires du Nord-Ouest.

## Politique
- Premier ministre : Bob McLeod
- Commissaire : George Tuccaro
- Législature : 17e (en)

### Ministres
- Bob McLeod
- Glen Abernethy
- Tom Beaulieu
- Jackson Lafferty
- Robert C. McLeod
- Michael Miltenberger
- David Ramsay

### Député de la17eassembléelégislative
- Michael M. Nadli, circonscription de Deh Cho, président du Comité permanent des opérations gouvernementales
- Wendy Bisaro, circonscription de Frame Lake
- Glen Abernethy, circonscription de Great Slave
- Robert Bouchard, circonscription de Hay River Nord
- Jane Groenewegen, circonscription de Hay River Sud
- Alfred Moses, circonscription de Inuvik Boot Lake
- Robert C. McLeod, circonscription de Inuvik Twin Lakes
- David Ramsay, circonscription de Kam Lake
- Frederick Blake Jr., circonscription de Mackenzie Delta
- Jackson Lafferty, circonscription de Monfwi
- Kevin Menicoche, circonscription de Nahendeh
- Jackie Jacobson, circonscription de Nunakput
- Daryl Dolynny, circonscription de Range Lake
- Norman Yakeleya, circonscription de Sahtu
- J. Michael Miltenberger, circonscription de Thebacha
- Tom Beaulieu, circonscription de Tu Nedhe
- Bob Bromley, circonscription de Weledeh
- Robert Hawkins, circonscription de Yellowknife Centre
- Bob McLeod, circonscription de Yellowknife Sud